# Biskopsgårdens kyrka
Biskopsgårdens kyrka, tidigare Södra Biskopsgårdens kyrka, är en kyrkobyggnad belägen i stadsdelen Biskopsgården i Göteborgs kommun. Sedan 2010 tillhör den Lundby församling (tidigare Biskopsgårdens församling) i Göteborgs stift. 
Namnet var från början Södra Biskopsgårdens kyrka. När så Norra Biskopsgårdens kyrka avlystes 2004 ändrades namnet till Biskopsgårdens kyrka..
Kyrkan invigdes den 26 februari 1961  av biskop Bo Giertz. Han brände samtidigt in det kors som syns på kyrkporten mot Vårvädersgatan. Först planerades en småkyrka, men då församlingen bildades fick den ställningen av församlingskyrka. Kyrkan om- och tillbyggdes och återinvigdes i november 2004.

## Byggnaden
Byggnaden ritades i brutalistisk stil av arkitekt Johannes Olivegren och både konstruktionen och materialvalet var mycket avancerat för sin tid. Arkitekturen är skulptural med ett triangulärt, vitmålat betongtak som strävar mot ett delvis fristående, friformigt torn i betong med mellanliggande klockstapel. Själva kyrksalen är på ett avlångt, rektangulärt plan och omges med servicefunktioner och ett församlingshem i gult tegel. Stommen är av betong, som delvis har klätts med gult tegel. Det utskjutande korpartiet är utfört i slät vit betong. Golvet är av handslaget tegel.
Ett nio meter högt mosaikfönster i glas i koret, skapades av konstnärerna Ralph Bergholtz och Randi Fischer och går från golv till tak och framställer Vinträdet och grenarna.
Den fristående klockbocken är vinklad mot korväggen och utformad som ett storsegel, med tre frihängande klockor med inskriptioner, som tillverkats av M & E Ohlssons klockgjuteri. Överst på tornet finns en kyrktupp.  

## Inventarier
- Dopfunt, predikstol och alterfundament är gjutna i oputsad betong.
- Altaret består av en diabasskiva, som vilar på ett smalt betongfundament.
- Orgeln, som är tillverkad av A. Magnussons orgelbyggeri, med tio stämmor och två manualer och pedal, byggdes 2011 om av Tostareds Kyrkorgelfabrik.[4]

## Bilder

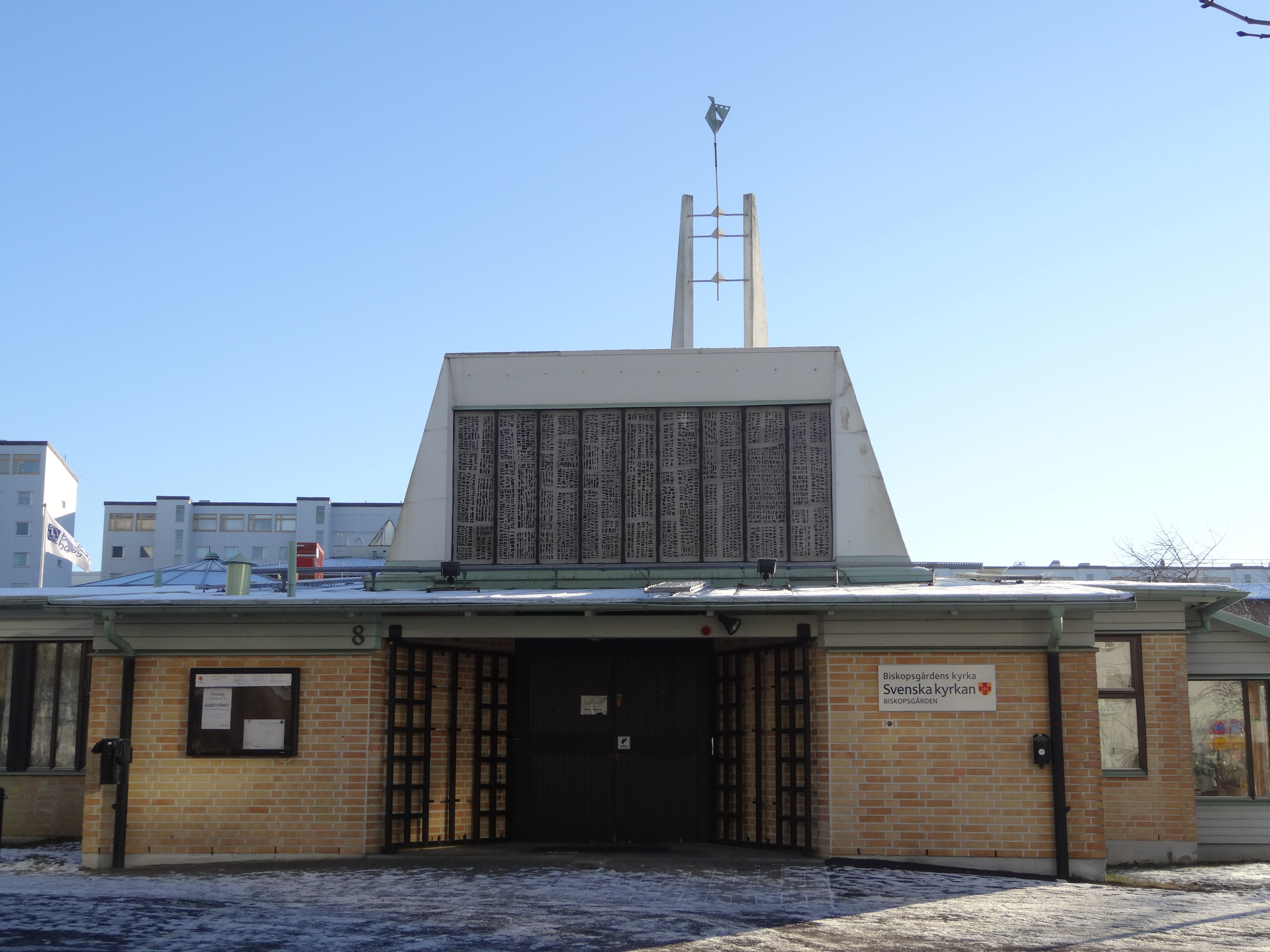
Ingången.